# FV438旋火
FV438旋火是英国陆军的一种反坦克装甲车。
它源自FV430系列战车，经过对FV432的改装可容纳旋火反坦克导弹发射器。
旋火有两个发射箱，最多携带十四枚导弹，可以从车内重新装填。旋火安装了巴尔和斯特劳德热成像瞄准器和控制单元，二者相互独立，可遥控操作，而不是使用车载亨索尔特1x和10x军用潜望镜单目制导导弹瞄准器、射击饱和度和制导系统，导弹可以从最远75米、距离车辆上方或下方15m处瞄准和发射，使车辆保持伪装状态，对敌人完全隐藏；旋火飞弹能够在进入控制器视线后立即进行九十度转弯。
20世纪70年代，FV438入列并由英国陆军步兵和皇家装甲兵团的专业反坦克部队使用。1977年，反坦克任务被转移到英国皇家炮兵，该部队将FV438组成四个独立的皇家马炮兵，驻莱茵河英国陆军的每个装甲师各一个。1984年，皇家炮兵放弃了反坦克的职能，FV438被编入制导武器部队（每个排9辆），每个装甲营分配一个排。

## 引用
1. ↑  . The British Army.   [2016-06-20]. （原始内容存档于2015-11-12）.
2. ↑  . British Army Units and Locations from 1945 to present day.   [2016-06-20]. （原始内容存档于2015-09-23）.
3. ↑  Nigel F. Evans. . BRITISH ARTILLERY IN WORLD WAR 2.   [2016-06-20]. （原始内容存档于2023-12-26）.
4. ↑  Watson, Graham E.; Rinaldi, Richard A. . Tiger Lily Publications LLC. 2005: 75. ISBN 0-9720296-9-9.

| 论 编 | 二戰後歐洲裝甲戰鬥車輛 |